# John Yonge
John Yonge (* 1466 oder 1467 in Upper Heyford, Oxfordshire; † 25. April 1516 in London) war ein englischer Diplomat und Jurist.

## Leben
Yonge wuchs in Rye in East Sussex auf. Über seine Eltern ist nichts bekannt. Mit elf Jahren wurde er am 29. September 1478 am Winchester College aufgenommen. Zum 30. Januar 1484 wechselte er an das New College der Universität Oxford. Von 1486 bis 1500 war er dort Fellow und erhielt um 1494 seinen Bachelor. Danach reiste er nach Bologna um sein Studium fortzusetzen. Im Jahr 1500 wurde er an der Universität Ferrara angenommen wo er im Kirchenrecht zum Doktor der Rechte promoviert wurde. Nach Abschluss seiner Ausbildung trat er in den Dienst der Kirche und der Krone ein. Es dauerte jedoch bis zum 28. Januar 1504, bevor er von William Warham, zu dieser Zeit Erzbischof von Canterbury, angestellt wurde. Noch im selben Jahr wurde er auf seine erste diplomatische Mission entsandt, bei der er Verträge mit Philipp I. aushandeln musste. 1506 war er an den Verhandlungen über die Eheschließung von Heinrich VII. beteiligt. Neben seiner Arbeit als Diplomat wurde ihm auch eine Reihe von Pfründen verliehen. So war er ab 1503 etwa Pfarrer in der Kirche des Heiligen Stephanus, Walbrook und ab 1505 in der Kirche St Mary-le-Bow, beide in London. Am 22. Januar 1508 ernannte ihn Heinrich VII. zum Master of the Rolls. Yonge nahm weitere diplomatische Missionen wahr. So reiste er im Juli 1508 an den Hof von Maximilian I. Nachdem Heinrich VIII. den Thron bestiegen hatte, behielt Yonge sein Amt als Master of the Rolls und setzte auch seine diplomatische Arbeit fort. Eine Reise an den Hof von Ludwig XIII. im Jahr 1511 verlief zwar nicht sehr erfolgreich. Trotz allem konnte er in der Folge noch weitere Pfründen anhäufen und sein Ansehen nahm weiter zu. So widmete ihm Erasmus von Rotterdam 1513 eine Übersetzung von Plutarchs De tuenda valetudine. Auch häufte er immer mehr kirchliche Ämter an. Auf einer Reise nach Frankreich erkrankte Yonge schwer und verstarb nach seiner Rückkehr nach London am 25. April 1516 an Fieber. Er wurde in der Kapelle des Master of the Rolls, der heutigen Maughan Library beigesetzt, wo noch heute ein von Pietro Torrigiano geschaffenes Abbild an ihn erinnert.